# Vườn quốc gia Tràm Chim
Vườn quốc gia Tràm Chim thuộc tỉnh Đồng Tháp là một khu đất ngập nước, được xếp trong hệ thống rừng đặc dụng của Việt Nam. Nơi đây có nhiều loài chim quý, đặc biệt là sếu đầu đỏ, một loài chim cực kỳ quý hiếm, có tên trong sách đỏ.

## Vị trí địa lý
Vườn quốc gia Tràm Chim nằm trong vùng Đồng Tháp Mười, thuộc huyện Tam Nông, tỉnh Đồng Tháp. Tọa độ địa lý 10°40′ – 10°47′ vĩ bắc, 105°26′ - 105°36′ Đông với tổng diện tích 7.313 ha nằm trong địa giới của 5 xã (Tân Công Sính, Phú Đức, Phú Hiệp, Phú Thành B, Phú Thọ) và Thị trấn Tràm Chim, với số dân trong vùng là 30.000 người.

## Lịch sử
- Năm 1985, Tràm Chim được Ủy ban Nhân dân tỉnh Đồng Tháp thành lập với tên gọi là Công ty Nông Lâm Ngư trường Tràm Chim, với mục đích là trồng tràm và khai thác thủy sản, và vừa giữ lại được một phần hình ảnh của Đồng Tháp Mười xa xưa.
- Năm 1986, loài sếu đầu đỏ (chim hạc, sếu cổ trụi), được tái phát hiện ở Tràm Chim.
- Năm 1991, Tràm Chim trở thành Khu Bảo tồn Thiên nhiên Tràm Chim cấp tỉnh, nhằm bảo tồn loài sếu đầu đỏ (Grus antigone sharpii).
- Năm 1994, nơi đây trở thành Khu Bảo tồn Thiên nhiên Tràm Chim, cấp quốc gia, theo Quyết định số 47/TTg ngày 2 tháng 2 năm 1994 của Thủ tướng Chính phủ kèm theo thông tư số 4991/KGVX, với diện tích 7.500 ha. Tháng 9 năm 1998, dự án đầu tư của khu bảo tồn thiên nhiên Tràm Chim được Phân viện Điều tra Quy hoạch Rừng II Thành phố Hồ Chí Minh chỉnh sửa theo đó diện tích khu bảo tồn là 7.313 ha.
- Năm 1998, nơi đây trở thành Vườn quốc gia Tràm Chim theo Quyết định số 253/1998/QĐ-TTg, ngày 29 tháng 12 năm 1998 của Thủ tướng Chính phủ.
- Ngày 22/5/2012, Vườn quốc gia Tràm Chim (Đồng Tháp) được Ban Thư ký Công ước Ramsar công nhận là khu Ramsar của thế giới. Đây là khu Ramsar 4 của Việt Nam và là khu Ramsar 2.000 của thế giới.
- 2016, gần 30 năm nhưng đây là lần đầu tiên cò ốc làm tổ, đẻ trứng cả đàn có đến ngàn tổ. Chị Nguyễn Thị Nga (Trung tâm bảo tồn, phát triển sinh vật) cho biết, thường thì cò ốc về vườn từ tháng 12 đến tháng 5 năm sau. Trước năm 2000 thi thoảng mới thấy một con cò ốc bay về. Thậm chí nhiều người nghĩ rằng cò ốc đã bị tuyệt chủng rồi. Trước tình trạng nguy cấp này, năm 2007 cò ốc được đưa vào Sách đỏ Việt Nam để bảo vệ nghiêm ngặt.[1]

## Chức năng
Bảo tồn hệ sinh thái đất ngập nước đặc trưng của vùng Đồng Tháp Mười, bảo vệ khu vực di trú cho các loài chim di cư, đặc biệt là loài chim sếu (Grus antigone), bảo tồn các loài động-thực vật bản địa, các nguồn gen quý hiếm, và duy trì những điều kiện thích hợp cho việc nghiên cứu môi trường tự nhiên và bảo vệ tài nguyên thiên nhiên.

## Điều kiện tự nhiên

### Địa hình
Nói chung là thấp trũng, nơi cao nhất là 2,3 m, nơi thấp nhất là 0,4 m (so với mực nước biển Tây Nam Bộ).
- Những vùng đất trũng chiếm 152 ha
- Những vùng gò cao chiếm 194 ha
- Vùng phẳng chiếm 5858 ha

### Khí hậu-Thủy văn
- Nhiệt độ: Nhiệt độ ở đây cao quanh năm và tương đối ít biến động, nhiệt độ trung bình hàng năm khoảng 27 °C, nhiệt độ thấp hơn khoảng 1-2 °C vào cuối mùa khô (từ tháng 12 đến tháng 2) và tăng lên khoảng 1-2 °C vào các tháng cuối mùa khô, đầu mùa mưa (từ tháng 4 đến tháng 6). Nhiệt độ cao nhất là 37 °C vào tháng tư và thấp nhất là khoảng 16 °C.
- Độ ẩm: Độ ẩm trung bình hàng năm duy trì trong khoảng 82 - 83%. Độ ẩm cao nhất có thể lên đến 100% và thấp nhất là 35-40%.
- Chế độ gió: Từ tháng 5 đến tháng 11, hướng gió thịnh hành ở vùng này là hướng Tây–Nam, tốc độ gió trung bình là 3 m/s mang theo nhiều hơi nước và gây mưa. Từ tháng 12 đến tháng 4 có gió Đông–Bắc, tốc độ gió trung bình khoảng 2 m/s. Bão hầu như không ảnh hưởng đến Tràm Chim và vì thế, gió với tốc độ lớn trong cơn mưa chưa từng xảy ra.
- Lượng mưa: Lượng mưa phân bố theo mùa rõ rệt, trung bình khoảng 1.650 mm/năm. Mùa mưa tập trung từ tháng 5 đến tháng 11, hơn 90% lượng mưa tập trung vào khoảng thời gian này. Trong khi đó, tháng 1, 2, 3 lại là những tháng khô hạn nhất, thời tiết hầu như không có mưa. Số ngày mưa trung bình đo được tại Vườn quốc gia Tràm Chim khoảng 110-160 ngày/năm.
- Chế độ nước: Vườn quốc gia Tràm Chim chịu ảnh hưởng thủy văn của vùng châu thổ sông MeKong, nhận nguồn nước trực tiếp từ sông MeKong thông qua hệ thống kinh thủy lợi (kênh Hồng Ngự–Long An, Đồng Tiến, An Hòa và Phú Hiệp) tràn vào nội đồng và bị ngập lũ hàng năm từ tháng 8 đến tháng 12. Vườn quốc gia Tràm Chim được chia thành 5 vùng quản lý khác nhau (A1-A5), mỗi khu vực được bao bọc xung quanh bởi hệ thống kênh và đê với tổng chiều dài lên đến 59 km. Mực nước bên trong vườn quốc gia được điều tiết thông qua hệ thống cống và cửa xả nằm ở các bờ bao xung quanh. Hiện nay, để giảm rủi ro do lửa vào mùa khô, mực nước bên trong vườn quốc gia luôn được giữ ở mức cao hơn những điều kiện trong quá khứ. Thành phần thực vật, phân bố và tốc độ sinh trưởng đã bị ảnh hưởng bởi những tác động này.

### Địa chất

#### Trầm tích
Khu vực vườn quốc gia Tràm Chim được hình thành trên hai nền trầm tích Pleistocen và Holocen, với 5 đơn vị phụ:
Trầm tích Pleistocen
- Trầm tích biển gió (mvQiv2-3)[cần dẫn nguồn]. Trầm tích mang nhiều vật liệu thô (quartz) tạo thành những gò cao trong vùng Đồng Tháp Mười.
- Trầm tích biển (mQ13 phần giữa). Cùng với trầm tích biển gió, trầm tích biển cũng thuộc Pleistocen, và chiếm diện tích khoảng 1.158 ha.

Trầm tích Holocen
- Trầm tích đầm lầy-biển (bmQ22-3) chiếm 3.565 ha, chứa nhiều khoáng pyrit (FeS2), đây là nguồn vật liệu góp phần hình thành nên đất phèn tiềm tàng (sulfaquents).
- Trầm tích lòng sông cổ (ab2Q22-3) chiếm khoảng 717 ha, hình thành từ những con sông chết và được bồi đấp bởi những vật liệu mới, chứa nhiều chất hữu cơ, thịt và sét.
- Trầm tích proluvi (pQ22-3) chiếm 1.835 ha. Chủ yếu là vật liệu lắng tụ từ xói mòn.

#### Đất
- Nhóm đất cát cổ (aeric Tropaquults), được hình thành thông qua quá trình phong hóa trầm tích Pleistocen chiếm diện tích khoảng 154 ha,
- Đất xám điển hình (Typic Tropaquults), khoảng 476 ha.
- Đất xám đọng mùn (humic Tropaquults), 274 ha.
- Các nhóm đất dốc tụ trên nền trầm tích Proluvi chiếm diện tích 1.559 ha.
- Các nhóm đất phù sa có nên phèn: Trầm tích sông - biển (amQ22-3) chồng lên lớp trầm tích đầm lầy - biển (bmQ22-3) hình thành những vạt đất phù sa có tầng sinh phèn (sulfidic) (sulfic Tropaquents, sulfic Tropaquepts, sulfic Hydraquents) và đất phù sa có tầng phèn (sulfuric) chứa các khoáng jarosit.
- Đất phèn hoạt động (Sulfaquepts), hình thành từ nền trầm tích đầm lầy biển (bmQ22-3) với diện tích khoảng 355 ha, phân bố nhiều nhất tại khu A5. Độ chua của đất: pH chỉ khoảng từ 2,0 – 3,2.

## Đa dạng sinh học

### Hệ sinh thái động vật

Sếu đang hạ cánh ở VQG Tràm Chim

Vườn quốc gia Tràm Chim, có diện tích 7.588 ha, thuộc huyện Tam Nông tỉnh Đồng Tháp.
Đây là nơi cư trú của trên 100 loài động vật có xương sống, 40 loài cá và 147 loài chim nước. Trong đó, có 13 loài chim quý hiếm của thế giới. Đặc biệt là một loài chim hạc còn gọi là sếu đầu đỏ (Grus antigone) hay sếu cổ trụi.

### Hệ sinh thái thực vật
Với các yếu tố tự nhiên: trầm tích, địa mạo, và đặc tính đất khá đa dạng, từ đất xám, phát triển trên nền trầm tích cổ Pleistocen, đến những nhóm đất phù sa mới và đất phèn phát triển trên trầm tích trẻ Holocen đã góp phần làm đa dạng các quần xã thực vật tự nhiên. Kết quả khảo sát từ 2005–2006 ghi nhận được 130 loài thực vật, phân bố đơn thuần cũng như xen kẻ với nhau tạo thành những quần xã thực vật đặc trưng.

#### Hệ sinh thái rừng tràm

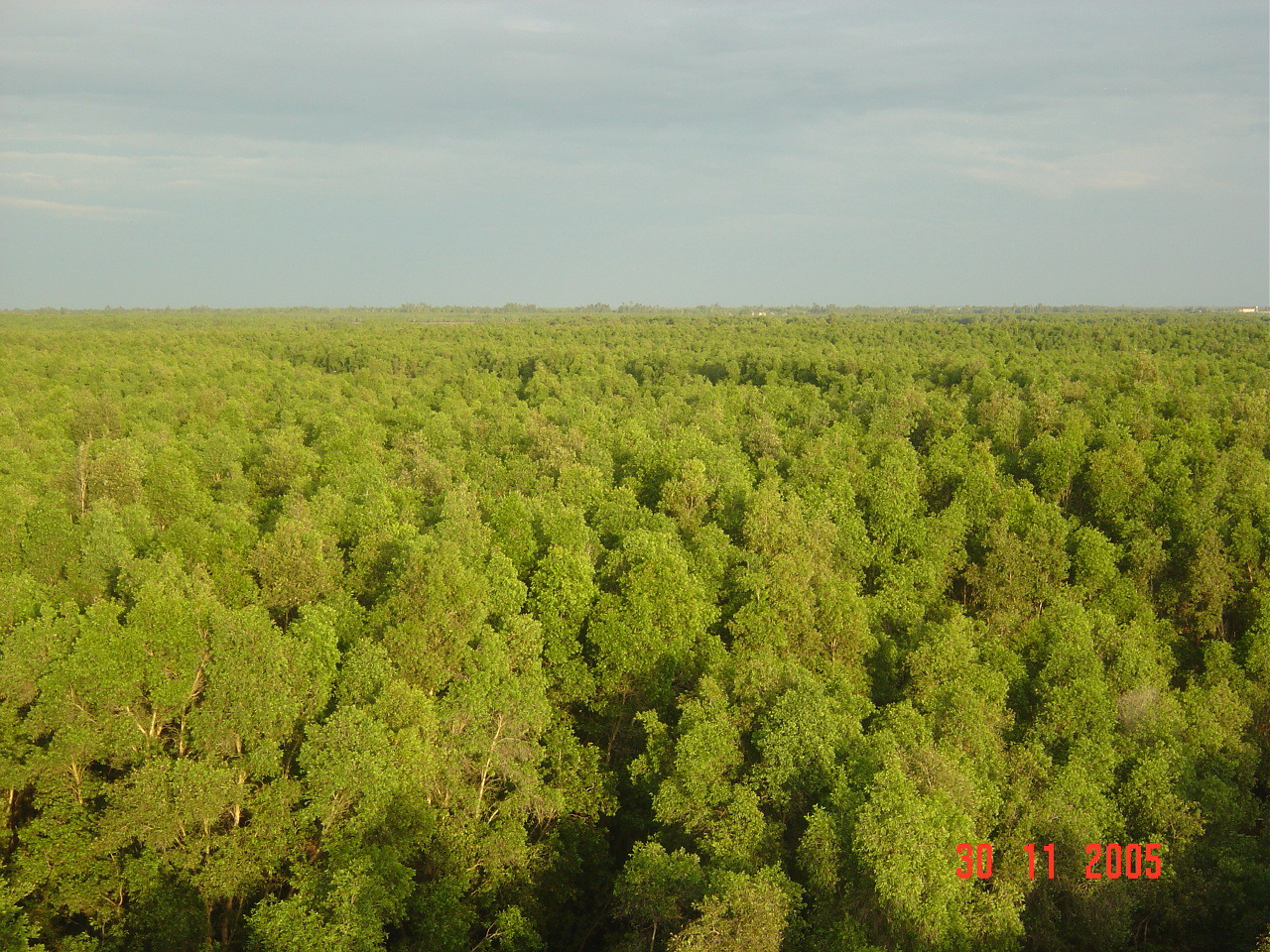
Tràm trên đất phèn ở VQG Tràm Chim

Rừng tràm (Melaleuca cajuputi) là thảm thực vật thân gỗ có diện tích lớn nhất, diện tích khoảng 2968 ha. Do tác động con người, hầu hết những cánh rừng tràm nguyên sinh đã biến mất và hiện nay chỉ còn lại là những cánh rừng tràm trồng, thuộc loài Melaleuca cajuputi (họ Myrtaceae), nhưng do được bảo tồn nhiều năm nên có những cụm tràm phân bố theo kiểu tự nhiên. Hai kiểu phân bố được ghi nhận: tập trung (khoảng 1.826 ha) và tràm phân tán. Tràm phân tán có sự hiện diện thảm cỏ xen kẽ gồm các loài năng ống (Eleocharis dulcis), cỏ mồm (Ischaemum rugosum và I. indicum), hoàng đầu Ấn (Xyris indica), nhĩ cán vàng (Utricularia aurea), cỏ ống (Panicum repens), súng (Nymphaea lotus), cú muỗi (Caprimulgusmaeruru), chèo bẻo (Dicrurus macrocercus), hút mật (Aethopiga siparaja), vành khuyên (Zosterops palpebrosa), chim sẻ (Carpodacus erythrinus), én (Apus affinis), rẻ quạt (Rhipidura albicollis), chích chòe (Lucustella lanceolata)
Những loài chim thường gặp: cò trắng (Egretta garzetta), cò bợ (Ardeola bacclus), cò lửa (Ixobrychus sinensis), cò lép, vạc (Nycticorax nycticorax), diệc lửa (Ardea purpurea), diệc xám (Ardea cinerea), điêng điểng (Anhinga melanogaster), cồng cộc (Pharacrocoraxniger), tu hú, cú ngói (Streptopelia tranquebarica), cú cườm (Caprimulgusmaerurus), cú (Tyto capensis),

#### Đồng ngập nước theo mùa
Đồng cỏ ngập nước theo mùa là một trong những hệ sinh thái khá phổ biến trong khu vực VQG Tràm Chim. Những loài thực vật phát triển với mật độ cao đã thành những đồng cỏ đơn thuần, trong khi đó có những loài cùng phát triển chung với các loài thực vật khác đã tạo nên những quần xã hoặc hội đoàn thực vật tiêu biểu của vùng đất ngập nước.

#### Đồng cỏ năng

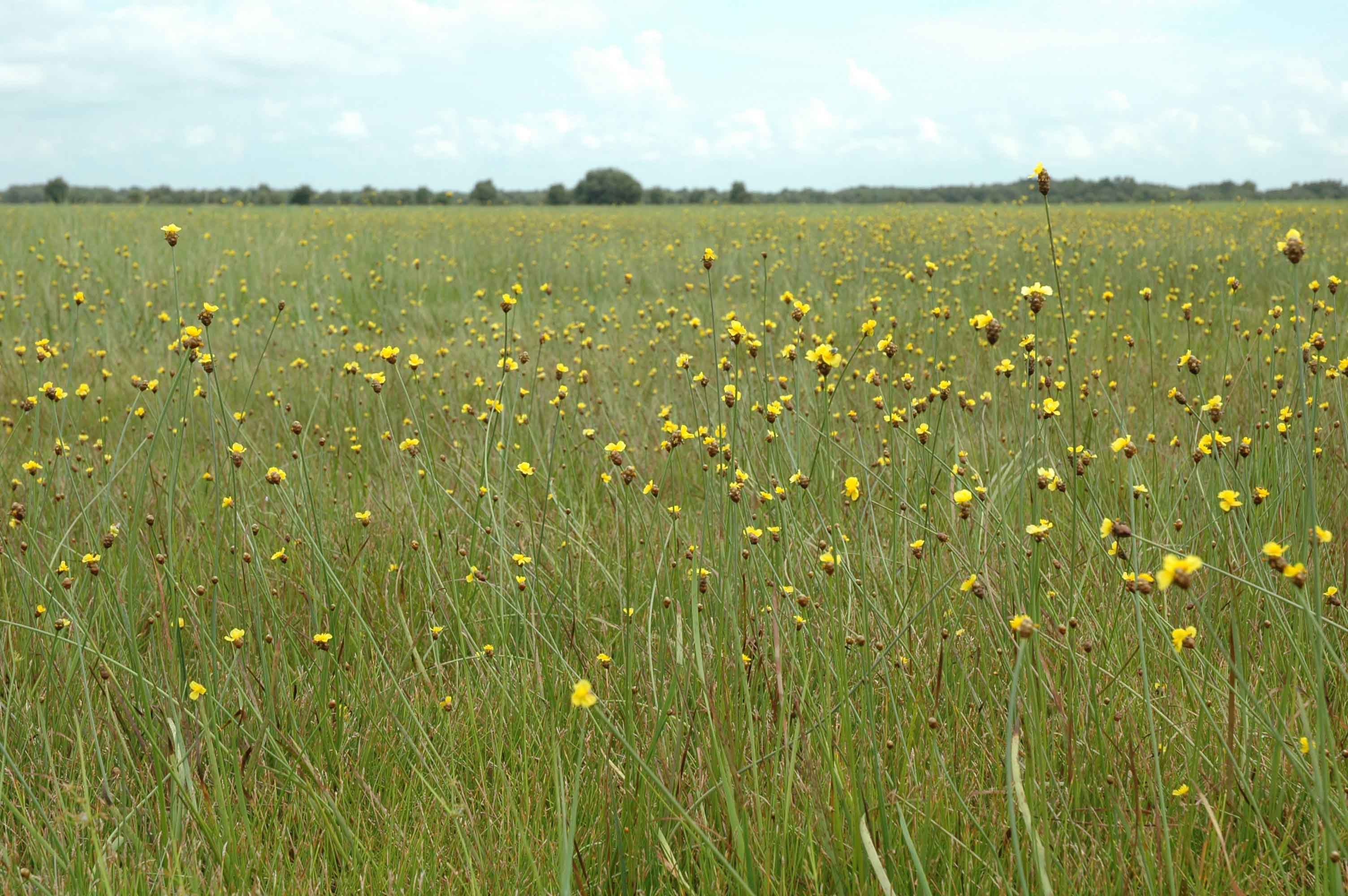
Hoàng đầu Ấn (Xyris indica) và cỏ năng kim (Eleocharis atropurpurea) ở VQG Tràm Chim

Đồng cỏ năng (Eleocharis sp.) chiếm diện tích khoảng 2.968 ha, tạo thành một trong những thảm cỏ rộng lớn; bao gồm đồng cỏ năng kim (Eleocharis atropurpurea) - đây là bãi ăn của loài chim sếu (Grus antigone), khoảng 235 ha, năng ống (Eleocharis dulcis), 1.277 ha, và hợp với các loài khác tạo thành các quần xã thực vật: năng kim – năng ống (E. atropurpurea – E. dulcis), vài nơi xuất hiện của hoàng đầu Ấn (Xyris indica); năng kim - cỏ ống (E. atropurpurea – P. repens); năng ống - cỏ ống (E. dulcis – P. repens), khoảng 937 ha; năng ống - cỏ ống – lúa ma (E. dulcis - P. repens – O.rufipogon), 443 ha; năng ống - cỏ ống - cỏ chỉ (E. dulcis - P. repens – C. dactylon), khoảng 72 ha. Những nơi có địa hình thấp và ngập nước quanh năm thì xen lẫn trong quần xã năng là những loài thực vật thủy sinh như nhĩ cán vàng (Utricularia aurea), súng ma (Nymphaea indicum), rong đuôi chồn (Ceratophyllum demersum).
Những loài chim thường gặp: sếu (Grus antigone), cò trắng (Egretta garzetta), cò bợ (Ardeola bacclus), trích cồ, trích đất, vịt trời (Anas poecilorhyncha), le khoang cổ (Nettapus coromandelianus), diệc lửa (Ardea purpurea), diệc xám (Ardea cinerea), cò lửa (Ixobrychus sinensis), cò lép.

#### Đồng cỏ mồm
Đồng cỏ mồm (Ischaemum spp.); chiếm diện tích khá nhỏ so với các cộng đồng thực vật khác, khoảng 41,8 ha. Bao gồm mồm đơn thuần và quần xã mồm - cỏ ống (Ischaemum spp.- Panicum repens). Phân bố hiện diện chủ yếu trên những dải liếp, bờ đất có địa hình cao cục bộ trong một vùng địa hình thấp.
Những loài chim thường gặp: cồng cộc (Pharacrocoraxniger), chiền chiện (Prinia flaviventris), cò bợ (Ardeola bacclus), cò lửa (Ixobrychus sinensis), cút nhỏ (Turnix syluatica), diệc lửa (Ardea purpurea), diệc xám (Ardea cinerea), cú (Tyto capensis), giang sen (Mycteria leucocephala), già đãy (Leptoptilos dubius).

#### Đồng cỏ ống
Đồng cỏ ống (Panicum repens); cỏ ống phân bố trên một diện rộng, chiếm diện tích khoảng 958,4 ha, ở dạng đơn thuần với mật độ lên đến 98% hoặc cùng xuất hiện với các loài thực vật thân thảo khác: cỏ ống - cỏ sả (Panicum repens - Cymbopogon citratus), khoảng 23 ha, chủ yếu trên đất giồng cổ; cỏ ống – lúa ma (Panicum repens – Oryza rufipogon), khoảng 268 ha; cỏ ống - cỏ chỉ (Panicum repens – Cynodon dactylon), khoảng 50 ha; cỏ ống – mai dương (Panicum repens – Mimosa pigra), khoảng 86 ha, đây là khu quần xã cỏ ống bị mai dương (Mimosa pigra) xâm hại.
Những loài chim thường gặp: công đất (Houbaropsis bengalensis), chiền chiện (Prinia flaviventris), sơn ca (Alauda gulgula), sẻ bụi (Saxicola caprata), trảu đầu hung (Merops superciliosus), cú (Tyto capensis), trích, cò (Ardeola bacclus), giang sen (Mycteria leucocephala), già đãy (Leptoptilos dubius), chích đầm lầy (Locustella certhiola)

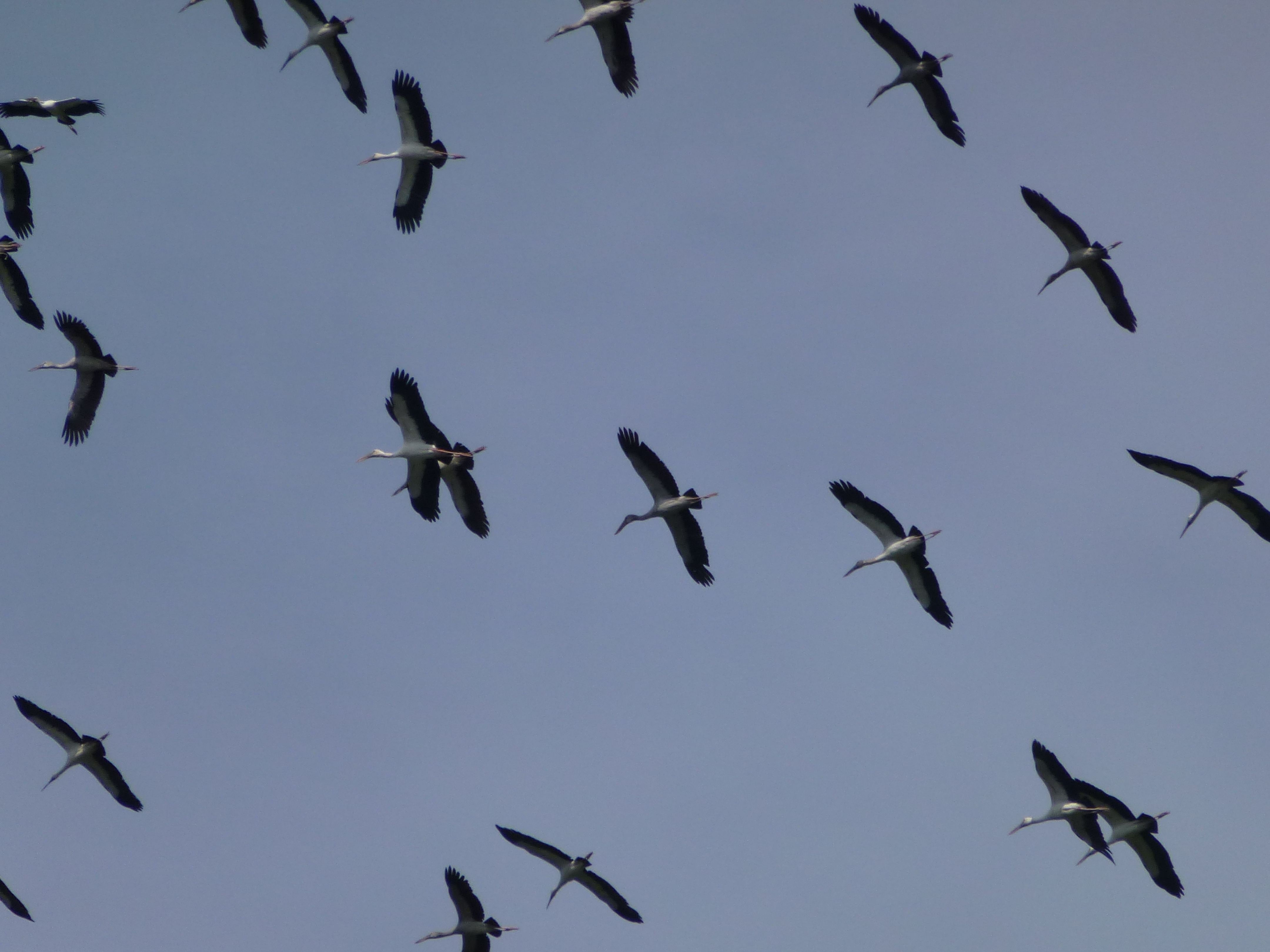
Cò ốc (Anastomus oscitans) tại Vườn quốc gia Tràm Chim

#### Đồng lúa ma
Đồng lúa ma (Oryza rufipogon); phân bố khá rộng, chiếm diện tích khoảng 824 ha. Tuy nhiên, cánh đồng lúa ma (Oryza rufipogon) đơn thuần có diện tích khá nhỏ, khoảng 33 ha, diện tích còn lại có sự hiện diện của lúa ma là sự kết hợp với những loài thực vật khác tạo thành những quần xã thực vật đặc trưng cho vùng đất ngập nước: lúa ma - cỏ ống (O. rufipogon – Panicum repens), khoảng 544 ha; lúa ma - cỏ bắc (Oryza rufipogon - Leersia hexandra), khoảng 160 ha; lúa ma - cỏ ống - cỏ chỉ (O. rufipogon – P. repens – C. dactylon), khoảng 83 ha.
Hầu như tất cả các loài chim trong Tràm Chim đều thích với đồng lúa ma, kể cả sếu đầu đỏ (Grus antigone), sinh cảnh này đa dạng sinh học rất cao.

#### Lác nước
Lác nước (Cyperus malaccensis); phân bố rải rác dọc theo kinh đào và dọc theo đường rạch cũ, diện tích tập trung chỉ khoảng 2 ha.

#### Hệ sinh thái đầm lầy

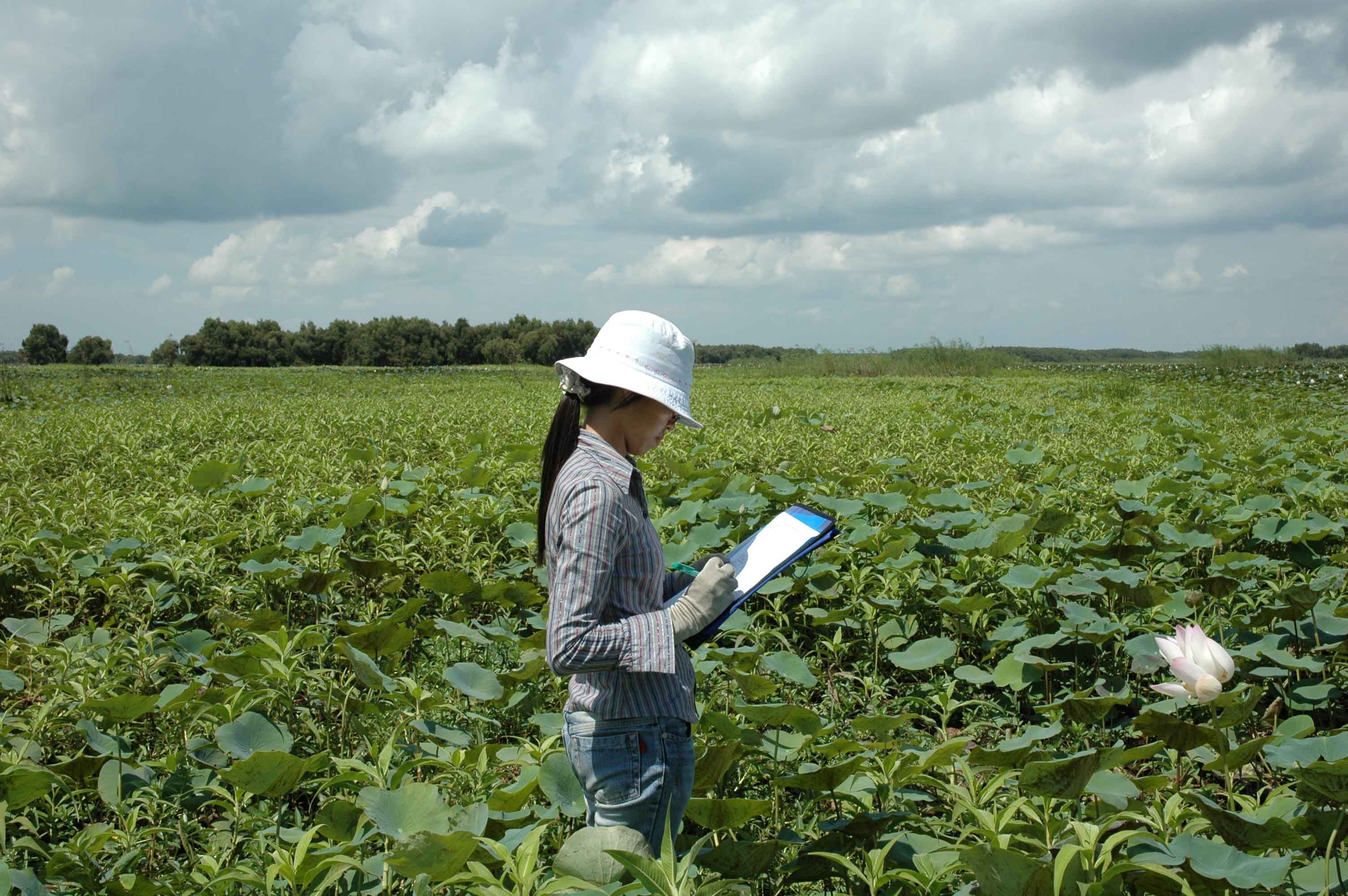
Sen và nghễ trong vùng đầm lầy lòng sông cổ ở VQG Tràm Chim

Nghễ (Polygonum tomentosum) phân bố ở những nơi địa hình trũng thấp, khoảng 159 ha. Trong đó, nghễ đơn thuần chiếm khoảng 138 ha, phần còn lại hiện diện chung với loài thực vật khác như lúa ma (O. rufipogon), rau dừa (Jussiaea repens), nhĩ cán vàng (Utricularia aurea).
Những loài thường gặp: cò lửa (Ixobrychus sinensis), cò lép (Egretta garzetta), cò ốc (Anastomus oscitans), cò bợ (Ardeola bacclus)
Hội đoàn sen – súng (Nelumbium nelumbo – Nymphaea spp.) chủ yếu trên các vùng đầm lầy ngập nước quanh năm, dọc theo khu trũng thấp của dòng sông cổ, chiếm diện tích khoảng 158 ha.
Những loài chim thường gặp: le hôi (Tachybaptus raficollis), le khoang cổ (Nettapus coromandelianus), vịt trời (Anas poecilorhyncha), trích cổ, trích ré, gà lôi nước (Hydrophasianus chirurgus), gà nước vằn (Rallus striatus), cuốc ngực nâu (Porzana fusca), mòng két (Anas crecca), bói cá (Ceryle rudis).

## Tiềm năng du lịch
Đến Tràm Chim, du khách sẽ bắt gặp ẩn hiện trước cảnh bao la của đất trời Đồng Tháp mênh mông đầy nước. Vào mùa khô từ tháng 12 đến tháng 5 dương lịch, đây là nơi cư trú của khoảng 60% quần thể sếu đầu đỏ, là loài chim cao nhất trong các loại chim bay trên thế giới.

## Những vấn đề đặt ra

Mai dương xâm lấn Tràm Chim

Những vấn đề, thách thức mà Ban quản lý VQG đang quan tâm:
- Áp lực của cộng đồng nghèo sống trong xung quanh vườn quốc gia Tràm Chim và sự phụ thuộc của cộng đồng, nhất là người nghèo lên tài nguyên thiên nhiên đất ngập nước bên trong. Chế độ bảo vệ nghiêm ngặt trong nhiều năm qua đã dẫn tới xung đột gay gắt giữa vườn quốc gia và cộng đồng và cũng đã không ngăn cản được sự xâm nhập vào bên trong để khai thác tài nguyên, dẫn đến sự suy kiệt tài nguyên (cá, củi, cỏ).
- Vấn đề quản lý thủy văn cho phù hợp với nhu cầu của hệ sinh thái đất ngập nước, trong bối cảnh chế độ thủy văn toàn vùng Đồng Tháp Mười đã thay đổi do sự phát triển hệ thống kênh đào rộng khắp. Từ việc quản lý thủy văn chưa phù hợp đã làm thu hẹp diện tích đồng cỏ năng, nhất là năng kim (Eleocharis atropurpurea) làm cho không còn nguồn thức ăn cho chim sếu dẫn đến mật độ cá thể của loài chim nầy bị giảm theo hàng năm.

Mật độ cá thể sếu (Grus antigone) thay đổi qua từng năm ở VQG Tràm Chim (1986 - 2006)

- Vấn đề phát triển du lịch sinh thái, sao cho vừa mang lại lợi ích cho cộng đồng, đóng góp cho bảo tồn mà không gây tác hại lên hệ sinh thái.
- Sự xâm lấn của các loài ngoại lai xâm hại. Hiện nay vườn quốc gia Tràm Chim đang bị đe dọa nghiêm trọng bởi sự xâm lấn của cây mai dương (Mimosa pigra), một loài thực vật được IUCN xếp trong 100 loài ngoại lai xâm hại nguy hiểm nhất thế giới. Nếu không kiểm soát được, trong vòng 10-15 năm nữa, toàn bộ vườn quốc gia sẽ bị loài này xâm lấn thành loài độc tôn. Sự đa dạng sinh học sẽ mất đi hoàn toàn.